# Savage-Guilford
Savage-Guilford war bei der Volkszählung 2000 ein Ort (CDP) im Howard County im US-Bundesstaat Maryland in den Vereinigten Staaten. Zum damaligen Zeitpunkt wurden 12.918 Einwohner gezählt. Der Ort liegt zwischen Baltimore und Washington, D.C. und umfasste die beiden unincorporated Communitys Savage und Guilford. 
Savage-Guilford wurde im Süden von der Trasse der Hochspannungsleitungen begrenzt, welche von der High Ridge Substation 
 nach Südosten verlaufen. Im Westen bildeten die Interstate , der Patuxent Freeway  nördlich des I-95 und ein kleiner Bach westlich von Guilford die Grenze. Im Norden und Osten bildeten das Industriegleis der CSX und der Washington Boulevard  die Grenze.
Für die Volkszählung 2010 wurde das Gebiet neu aufgeteilt: das nördlich der I-95 gelegene Guilford wurde Columbia zugeteilt, das Gebiet zwischen dem Little Patuxent River und der Trasse der Hochspannungsleitungen wurde zum neuen North Laurel, während das alte viel größere und weiter südlich liegende North Laurel zu Scaggsville wurde. Das neue Savage umfasst somit nur noch das Gebiet zwischen dem Little Patuxent River, der I-95, dem Industriegleis nach Guilford und dem Washington Boulevard.

## Persönlichkeiten
- William Bowie (1872–1940), Landvermesser
- Benny Mardones (1946–2020), Sänger und Liedermacher